# Platypatrobus
Platypatrobus is een geslacht van kevers uit de familie van de loopkevers (Carabidae). De wetenschappelijke naam van het geslacht is voor het eerst geldig gepubliceerd in 1938 door Darlington.

## Soorten
Het geslacht Platypatrobus is monotypisch en omvat slechts de volgende soort:
- Platypatrobus lacustris Darlington, 1938